# ラストミッション
『ラストミッション』（原題: 3 Days to Kill）は、2014年のアメリカ合衆国のアクション映画。監督はマックG、脚本はリュック・ベッソン、アディ・ハサック、出演はケビン・コスナー、アンバー・ハード、ヘイリー・スタインフェルド。

## ストーリー
任務中に倒れ、病院へ運ばれたベテランCIAエージェントのイーサン・レナー（ケビン・コスナー）は、脳腫瘍で医師から余命3ヶ月と告げられる。
そこで危険な仕事から足を洗い、残された時間を離婚した妻クリスティン（コニー・ニールセン）と16歳の娘ゾーイ（ヘイリー・スタインフェルド）と共に過ごしたいと願い、パリへと向かう。
久しぶりにパリのアパートメントに戻ってみると不法移民のジュールス（エリック・エブアニー）と彼の家族が勝手に部屋を占拠していた。
5年間放ったらかしのゾーイに急に父親らしい事をしようというイーサンは頑張りが空回りで父娘の溝は深まるばかり。
そんな中、女エージェントのヴィヴィ・ディレイ（アンバー・ハード）が、延命を可能にする試験薬を餌に仕事を持ちかけてくる。
それは、テロリスト集団の首領ウォルフガング・ブラウン、通称ウルフ（リチャード・サメル）を仕留めなければならないという最も困難な任務だった。
不思議な縁で知り合ったジュールス一家とだが、彼らの家族の絆の強さにイーサンは自分と家族との関係を省みて影響されていく。
こうして、イーサンは良き父親となり娘の信頼を勝ち取り平凡な家庭を再構築するための奮闘と、困難な暗殺計画に臨む凄腕エージェントという二つの顔を同時に遂行するという、かつてない過酷なミッションに挑むことになった。

## キャスト
※括弧内は日本語吹替
- イーサン・レナー - ケビン・コスナー[5]（津嘉山正種）
- ゾーイ・レナー - ヘイリー・スタインフェルド[6]（楠見藍子）

イーサンの16歳の娘、イーサンとは仲違いをしている。
- ヴィヴィ・ディレイ - アンバー・ハード[7]（佐古真弓）

CIAのエリート暗殺者。
- クリスティン・レナー - コニー・ニールセン[8]（高島雅羅）

イーサンの元妻。
- ウルフ（ウォルフガング・ブラウン） - リチャード・サメル（東和良）

武器の密売人。
- ミタット・ユルマズ - マルク・アンドレオーニ（フランス語版）（山岸治雄）
- グイド - ブルーノ・リッチ（牛山茂）

アルビノの会計士。
- ジュールス - エリック・エブアニー

イーサンの住むアパートのアフリカ系不法定住者。
- アルビノ - トーマス・レマルキス

ウルフの部下。
- CIA長官 - レイモンド・J・バリー（牛山茂）
- ルイス - ビッグ・ジョン
- ヒュー - ジョナ・ブロケ

ゾーイのボーイフレンド。
- ヒューの父親 - ロバート・ウェイン・ジェームズ

偶然ウルフのパートナーになる。
- 若いエージェント - フィリップ・レイノ
- 招待客 - エリック・サプライ

## 製作
2012年8月6日、Deadline.comはケビン・コスナーがマックG監督の映画で政府に雇われた暗殺者、イーサン・レナー役のオファーを受けていると報じた。フランスを舞台とした本作は、リュック・ベッソンとアディ・ハサックが脚本を書き上げ、ヨーロッパ・コープが製作したものである。なお、北米での配給権はレラティビティ・メディアが獲得した。同年10月2日、コスナーが本作の主役に抜擢されることが正式に決まった。11月29日、ヘイリー・スタインフェルドが本作に出演することと本作の製作が2013年初頭にも始まることが報じられた。12月13日にはアンバー・ハードの出演が決まった。2013年1月7日には、コニー・ニールセンの出演も決定した。

### 撮影
2013年1月7日、パリとセルビアで撮影が開始され、4月には撮影が終了した。本作のいくつかのシーンはサン＝ドニにあるリュック・ベッソンが設立した映画スタジオCité du Cinémaで撮影された。4月13日には、コスナーが撮影のためにベオグラードに入った。15日にはホテル・ユーゴスラビアの前で撮影を行い、18日にセルビアのイヴィツァ・ダチッチ首相に面会した。

### プロモーション
2013年1月31日、本作を撮影している様子を写した写真が公開された。同年11月にはスチールも公開された。12月17日には、製作会社が本作のポスターとファースト・トレイラーを出した。
2014年1月30日に行われた第48回スーパーボウルにおいて、レラティビティ・メディアは本作のテレビCMを流した。

### 公開
2013年5月28日、レラティビティ・メディアは本作の公開日を2014年2月14日と発表した。10月30日、トライスター ピクチャーズ製作のアクション映画『ポンペイ』と競合するにもかかわらず、2月21日に公開を延期した。
日本では2014年6月21日から公開され、日本語字幕翻訳は戸田奈津子が行った。キャッチコピーは「職業、スパイ。弱点、16歳の娘。」

## 評価

### 興行収入
前述のように、ディザスター・アクション映画『ポンペイ』との競合が懸念されていた本作だったが、むしろ、『LEGO ムービー』に観客を奪われる形となってしまった。
北米市場において公開初週に1224万ドルを稼ぎ出し週末興行収入ランキング2位となった。なお、この数字はリュック・ベッソンとレラティビティ・メディアがタッグを組んだ2013年の映画『マラヴィータ』の公開初週の売り上げ（1403万ドル）を若干下回るものであった。

### 批評
本作は批評家から酷評されている。映画批評集積サイトのRotten Tomatoesには、82件のレビューがあり、批評家支持率は32％、平均点は10点満点で4.5点となっている。サイト側による批評の要約は「『ラストミッション』は高度な技術を要したアクションシーンと底の浅い家族の葛藤の描写が調和していない映画だ。」となっている。また、Metacriticには、29件のレビューがあり、加重平均値は40/100となっている。